# 茂林源記
茂林源記是一款非對稱的戰棋遊戲。2018年發售，由 Cole Wehrle 設計， Leder Game 發行。電子版在2020年由 Dire Wolf Digital 開發並在Steam上發售。 桌遊的中文版由遊卡桌游公司代理。

## 遊戲內容

棋盤

茂林源記可供1-6名玩家遊玩。玩家扮演不同的陣營。每一個陣營有不同的資源、士兵、特色、能力与得分条件等，玩家要根據場上情況及擁有的資源來決定自己的策略，合理調配士兵及建築，成為贏家。
遊戲在2020年在BGG的排名上排第三十名，取得8.1/10的分數，難度為3.71/5，屬於偏重策的桌遊。

## 評價
在2017年的遊戲預覽中，Destructoid對遊戲的美術給予了好評;特別是動物與經深思熟慮的遊戲主題。Ars Technica 在他們的評論中稱讚了遊戲的視覺和規則設計，稱其具有「驚人的深度」。
茂林源記榮獲BoardGameGeek網站頒發的2018年度金極客桌遊獎。河岸扩充获得最佳扩充提名。
在2019歷屆美國原創獎中，茂林源記贏得了年度最佳遊戲、年度最佳桌遊和粉絲最喜歡的桌遊。  茂林源記還贏得了美國複雜桌遊大獎和 Spiel 葡萄牙 Jogo do Ano。
在他們的 2020 年最佳桌遊列表中，Vulture 將茂林源記的電子版列為最佳桌遊應用程序，稱讚動畫、AI 和遊戲內教程。

## 内容

### 基本遊戲與擴充
- 茂林源記:森林的權力之戰於2017年在kickstarter眾籌，2018年發售，遊戲內容有貓咪貴族、飛鷹王朝、森林聯盟及神秘遊俠四大種族。[14][15]
- 茂林源記:河岸擴充於2018年發售，加入河岸商會、第二個遊俠及蜥蜴神教等陣營，加入了猫咪贵族的NPC玩家可以选择在單人遊玩或少人数游玩時加入NPC以丰富游戏。[16][17]
- 茂林源記:地底擴充於2020年發售，由 Patrick Leder設計。加入鼴鼠皇國及陰謀羽黨陣營，還有湖泊及高山地圖供玩家遊玩，配合小舟及高塔配件使用。[18][19] [20]
- 茂林源記:機械擴充於2020年發售，由Benjamin Schmauss設計。加入飞鹰王朝、森林联盟及神秘游侠的NPC，更新了猫咪贵族的NPC。[21][22]
- 茂林源記:掠奪者擴充於2022年發售，加入鋼鐵守衛及群鼠領主阵营。加入了4种傭兵及地標機制。[23]
- 茂林源記:機械擴充2於2022年發售。加入河岸商會、蜥蜴神教、鼴鼠皇國及陰謀羽黨的NPC。[24]

其他擴充內容
- 遊俠強化包於2020年發售，加入三個遊俠變種，與專屬的動物米寶來對應個別的遊俠。[25]
- 流放者牌組於2020年發售，取代基本游戏里的牌组。提供更多變的手牌左右戰況。[26]
- 傭兵包（Hireling Packs）
  - 河岸佣兵：加入河岸商會、蜥蜴神教的佣兵版本、道路劫匪佣兵（刺猬）。[27]
  - 地底佣兵：加入鼴鼠皇國及陰謀羽黨的佣兵版本、守护者佣兵（麋鹿）。[28]
  - 掠夺者佣兵：加入鐵之守護者及百夫長阵营的佣兵版本、吟游诗人佣兵。[29]

### 電子版
電子版支持中文，目前實裝了以下內容
- 基本遊戲[30]
- 河岸擴充[31]
- 機械擴充[32]
- 流放者牌組[33]

## 衍生作品
茂林源記角色扮演游戏由Magpie Games发行。 玩家扮演茂林源記世界观中的游侠展开冒险。

## 基礎規則
茂林源記作為一款非對稱性戰爭遊戲規則較為複雜，因為每個陣營都有各自的特殊能力，會對規則造成例外。但是所有陣營共同遵守的規則大致如下。

### 遊戲流程
每個回合包含三個階段：清晨、白天、夜晚。

### 勝利條件
獲得30分或是使用特殊勝利卡牌獲勝。

### 卡牌
遊戲由卡牌驅動。卡牌有四種動物花色：狐狸、老鼠、兔子與鳥。每種花色提供不同的功能。卡牌可以锻造道具或提供特殊效果，还有一些卡牌提供了特殊勝利的條件。还有「奇襲牌」可以影響戰鬥。

### 道具
遊戲中包含一些道具（例如靴子、剑、水壶等）。各陣營可以通過不同的方式鍛造道具得分。遊俠或群鼠領主等陣營可以通過道具來獲得能力。

### 地圖
地圖由大約十幾個領地與連接這些領地的道路、河流，還有領地之間的森林構成。
領地（Clearing）可以被控制。上面可能包含一至三個建築空間。一些陣營可以在上面建造建築。領地分為三種花色：狐狸、老鼠和兔子，代表著何種動物在這裡生活。

### 戰鬥
戰鬥時，攻方及守方各自擲骰後攻方使用較大的點數，守方使用較小的點數。點數代表了對對方造成的傷害。

## 陣營

### 貓咪貴族
貓咪貴族是一個比較保守的陣營，有着最庞大的军队。通过工业生产和运输来统治这篇荒野。通过收集木材来建设建筑得分。

### 飛鷹王朝
核心的机制是用卡牌颁布法令。如果有法令无法完成，就会发生动乱。 领导的鸟类有秃鹫、白头鹰、猫头鹰与啄木鸟。

### 森林聯盟
森林中底层居民兔子、狐狸与老鼠的阵营。森林联盟是游击战的好手。致力于取得民意，每当放置民意指示物时，就可以获得分数。

### 神秘遊俠
神秘游侠不属于冲突中的任何一个阵营，他们有自己的任务，在森林中建立自己的名声。有着多种多样的得分手段。通过道具来获得能力。 不同游侠有不同的动物形象，例如浣熊、狼、河狸、松鼠、负鼠等。

### 蜥蜴神教
防守型的阵营，目标是传播教义。通过在花园执行仪式来获得分数。

### 河岸商會
水獺商人的阵营，可以贩售各种服务甚至卡牌给别的阵营。通过建造贸易站或存放资金来得分吧。

### 鼴鼠地國
鼴鼠是一個傳統的強大國家，擁有兵員多及隧道的優勢。要通過說服官員來征服林地。

### 陰謀羽黨
乌鸦阴谋家与恐怖分子的阵营。講求陷阱及詭計与心理戰。通过陷阱与破坏来得分。

### 鋼鐵守衛
獾骑士的阵营。战斗力很强但人数较少。通过寻回森林中的圣遗物来得分。

### 群鼠領主
老鼠军阀的阵营。操控一个行动力很强的军阀角色与数量众多的士兵。通过压迫占领的领地来得分。

## 外部連結
- （英文） 官方网站
- （英文） 茂林源記的X（前Twitter）
- （中文） 巴哈姆特：茂林源記規則介紹 （页面存档备份，存于）
- （中文） Root規則筆記 （页面存档备份，存于）
- （英文）The Law of Root （页面存档备份，存于） 記載全部規則的網站